# Jean Topart
Jean Topart (13 de abril de 1922 – 29 de diciembre de 2012) fue un actor teatral, cinematográfico, televisivo y de voz de nacionalidad francesa. Fue considerado durante décadas como una de las mejores voces de la televisión francesa.

## Biografía

### Inicios
Su nombre completo era Jean Pierre Camille Henri Topart, y nació en París, Francia. Jean Topart comenzó estudios de medicina, aunque finalmente eligió dedicarse al teatro, siguiendo el ejemplo de su hermana, la actriz Lise Topart, fallecida en una accidente de aviación en Niza, Francia, el 3 de marzo de 1952. Para ello cursó estudios teatrales con Berthe Bovy y Marie Ventura, conociendo su primer éxito en el Théâtre Antoine, donde Pierre Fresnay le dio la oportunidad de actuar en L'Ecurie Watson (1948).
En 1955 ingresó en el Teatro Nacional Popular, una compañía teatral francesa dirigida por Jean Vilar. Vilar le confió papeles en todas las grandes representaciones de la compañía, destacando su trabajo en Enrique IV (Shakespeare), Platonov y La resistible ascensión de Arturo Ui. En el Festival de Aviñón, del cual fue un habitual, consiguió éxitos de público y crítica con Le Prince de Hombourg y Macbeth (1956), El sueño de una noche de verano (1959) y Madre Coraje y sus hijos (1960).

### Años 1960-1970 y televisión
En los años 1960, Jean Topart dejó el TNP, iniciando su trayectoria cinematográfica. Consiguió la fama gracias a papeles de personajes a menudo sombríos o misteriosos. 
Como actor cinematográfico, en 1959 Jean Renoir le dio el papel de Désiré, el mayordomo, en le Testament du docteur Cordelier, film en el que actuó junto a Jean-Louis Barrault y Michel Vitold. Más adelante actuó en películas como Angélique, Marquise des Anges (1964, de Bernard Borderie) y Pollo al vinagre (1985, de Claude Chabrol). Apareció por última vez en pantalla en el año 2000 con la comedia Les Acteurs, dirigida por Bertrand Blier.
En televisión participó en producciones diversas, entre ellas Cyrano de Bergerac (de Claude Barma, junto a Daniel Sorano), siendo Sir Williams en la serie Rocambole (1964-1965, de Jean-Pierre Decourt) y Émile Zola en Émile Zola ou la Conscience humaine (1978, de Stellio Lorenzi).

### Actor de voz

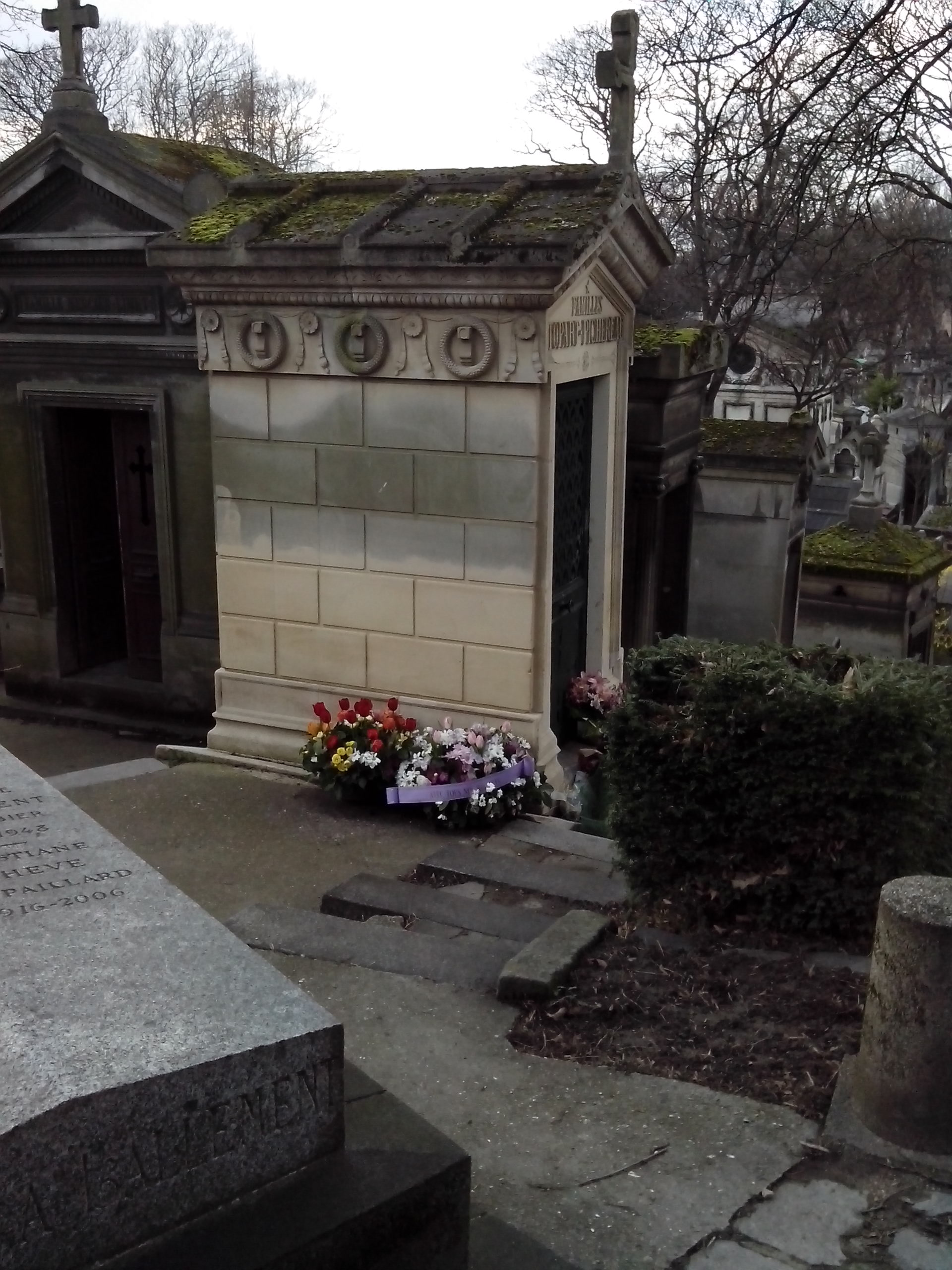
Tumba de Jean Topart en el Cementerio del Père-Lachaise

Jean Topart fue muy conocido por sus numerosas actuaciones como narrador, lector o actor de doblaje.
En 1973, Topart trabajó en el film francés de animación El planeta salvaje, dirigido por René Laloux. Más conocido por su trabajo como actor de voz, Topart actuó en las series televisivas de animación Ulises 31 (1981), y Las misteriosas ciudades de oro (1982). Además, en 2000 fue narrador de la producción animada Argai.
Topart participó en la versión francesa de numerosas películas en otra lengua, entre ellas Ducktales, the Movie: Treasure of the Lost Lamp, producida por Disney en 1990. Así, fue el narrador de la cinta rodada en 2002 por Walt Disney Animation Studios Treasure Planet. Topart también dobló a muchos actores en Cintas como El hombre elefante (1980), Birdy (1984), y Amadeus (1984).
Además, en 1987 prestó su voz a Leonardo da Vinci en el espectáculo del mismo nombre del parque de atracciones  Mirapolis.
Jean Topart falleció en Le Port-Marly, Francia, en 2012, a los 90 años de edad. Le sobrevivieron dos hijas y cinco nietos. Fue enterrado en el Cementerio del Père-Lachaise, en París.

## Teatro
- 1948 : L'Écurie Watson, de Terence Rattigan, adaptación de Pierre Fresnay y Maurice Sachs, Théâtre Antoine
- 1952 : Madame Filoumé, de Eduardo De Filippo, escenografía de Jean Darcante, Théâtre de la Renaissance
- 1953 : Eté et fumées, de Tennessee Williams, escenografía de Jean Le Poulain, Théâtre de l'Œuvre
- 1953 : Les Sargasses, de Marcel Mouloudji, escenografía del autor, Théâtre de l'Œuvre
- 1955 : Don Juan, de Molière, escenografía de Jean Vilar, Teatro Nacional Popular y Festival de Aviñón
- 1955 : La Ville, de Paul Claudel, escenografía de Jean Vilar, Teatro Nacional Popular y Festival de Aviñón
- 1955 : Marie Tudor, de Victor Hugo, escenografía de Jean Vilar, Teatro Nacional Popular y Festival de Aviñón
- 1956 : Las bodas de Fígaro, de Pierre-Augustin Caron de Beaumarchais, escenografía de Jean Vilar, Teatro Nacional Popular y Festival de Aviñón
- 1956 : Le Prince de Hombourg, de Heinrich von Kleist, escenografía de Jean Vilar, Teatro Nacional Popular y Festival de Aviñón
- 1956 : Macbeth, de William Shakespeare, escenografía de Jean Vilar, Teatro Nacional Popular y Festival de Aviñón
- 1956 : Platonov, de Antón Chéjov, escenografía de Jean Vilar, Festival de Burdeos y Teatro Nacional Popular
- 1957 : Historia del soldado, de Igor Stravinsky y Charles-Ferdinand Ramuz, escenografía de Jo Tréhard, Caen
- 1957 : El enfermo imaginario, de Molière, escenografía de Daniel Sorano, Teatro Nacional Popular y Théâtre national de Chaillot
- 1957 : Asesinato en la catedral, de T. S. Eliot, escenografía de Jean Vilar, Teatro Nacional Popular y Festival de Aviñón
- 1957 : Enrique IV, de Luigi Pirandello, escenografía de Jean Vilar, Teatro Nacional Popular, Festival de Aviñón y Théâtre national de Chaillot
- 1957 : Las bodas de Fígaro, de Pierre-Augustin Caron de Beaumarchais, escenografía de Jean Vilar, Teatro Nacional Popular y Festival de Aviñón
- 1958 : Lorenzaccio, de Alfred de Musset, escenografía de Gérard Philipe, Teatro Nacional Popular y Festival de Aviñón
- 1958 : Marie Tudor, de Victor Hugo, escenografía de Jean Vilar, Teatro Nacional Popular y Festival de Aviñón
- 1959 : La Fête du cordonnier, de Michel Vinaver a partir de Thomas Dekker, escenografía de Georges Wilson, Teatro Nacional Popular y Théâtre national de Chaillot
- 1959 : El sueño de una noche de verano, de William Shakespeare, escenografía de Jean Vilar, Teatro Nacional Popular y Festival de Aviñón
- 1959 : Asesinato en la catedral, de T. S. Eliot, escenografía de Jean Vilar, Teatro Nacional Popular y Festival de Aviñón
- 1959 : Madre Coraje y sus hijos, de Bertolt Brecht, escenografía de Jean Vilar, Teatro Nacional Popular y Festival de Aviñón
- 1960 : Erik XIV, de August Strindberg, escenografía de Jean Vilar, Teatro Nacional Popular Théâtre national de Chaillot y Festival de Aviñón
- 1960 : Madre Coraje y sus hijos, de Bertolt Brecht, escenografía de Jean Vilar, Teatro Nacional Popular y Festival de Aviñón
- 1960 : La resistible ascensión de Arturo Ui, de Bertolt Brecht, escenografía de Jean Vilar y Georges Wilson, Teatro Nacional Popular y Théâtre national de Chaillot
- 1963 : Le Vicaire, de Rolf Hochhuth, escenografía de François Darbon, Théâtre de l'Athénée
- 1964 : Ricardo III, de William Shakespeare, escenografía de Jean Anouilh y Roland Piétri, Théâtre Montparnasse
- 1965 : Comme un oiseau, de Ronald Millar y Nigel Balchin, escenografía de Sacha Pitoëff, Théâtre Antoine
- 1965 : Andrómaca, de Jean Racine, escenografía de Jean-Louis Barrault, Festival international de Baalbeck
- 1966 : Retorno al hogar, de Harold Pinter, escenografía de Claude Régy, Théâtre de Paris
- 1966 : Pedro y el lobo, música de Serguéi Prokófiev, Festival de Aviñón
- 1968 : La Moitié du plaisir, de Steve Passeur, Jean Serge y Robert Chazal, escenografía de Robert Hossein, Théâtre Antoine
- 1968 : Miguel Manara, de Oscar Venceslas de Lubicz-Milosz, escenografía de Jean-François Rémi, Palacio de los Reyes de Mallorca (Perpiñán), Théâtre du Midi
- 1969 : Échec et Meurtre, de Robert Lamoureux, escenografía de Jean Piat, Théâtre des Ambassadeurs
- 1970 : Chère Janet Rosenberg, Cher Mister Kooning, de Stanley Eveling, escenografía de Max Stafford Clark, Théâtre de la Gaîté-Montparnasse
- 1979 : Diderot à corps perdu, escenografía de Jean-Louis Barrault, Théâtre d'Orsay
- 1980 : Siegfried, de Jean Giraudoux, escenografía de Georges Wilson, Théâtre de la Madeleine
- 1983 : Un grand avocat, de Henry Denker, escenografía de Robert Hossein, Teatro Mogador
- 1986 : Léopold le bien-aimé, de Jean Sarment, escenografía de Georges Wilson, Théâtre de l'Œuvre
- 1992 : Tartufo, de Molière, escenografía de Jean Danet, Tréteaux de France

## Filmografía

### Cine
- 1948 : Le Sorcier du ciel, de Marcel Blistène
- 1956 : Le Théâtre national populaire, de Georges Franju
- 1959 : Le Testament du docteur Cordelier, de Jean Renoir
- 1962 : Le Chevalier de Pardaillan, de Bernard Borderie
- 1964 : Hardi ! Pardaillan, de Bernard Borderie
- 1964 : Angélique, marquise des anges, de Bernard Borderie
- 1966 : Soleil noir, de Denys de La Patellière
- 1966 : Trappola per l'assassino, de Riccardo Freda
- 1966 : Le Soleil des voyous, de Jean Delannoy
- 1967 : Coplan sauve sa peau, de Yves Boisset
- 1968 : La Main noire, de Max Pécas
- 1969 : Maldonne, de Sergio Gobbi
- 1970 : Cold Sweat, de Terence Young
- 1974 : Dis-moi que tu m'aimes, de Michel Boisrond
- 1975 : Parlez-moi d'amour, de Michel Drach
- 1980 : La Puce et le Privé, de Roger Kay
- 1985 : Pollo al vinagre, de Claude Chabrol
- 2000 : Les Acteurs, de Bertrand Blier

### Televisión
- 1952 : Sous les yeux de verre, de Gilles Margaritis
- 1959 : Macbeth, de Claude Barma
- 1960 : Cyrano de Bergerac, de Claude Barma
- 1960 : Andromaque, dirección de Lazare Iglesis
- 1961 : Plainte contre inconnu, dirección de Marcel Cravenne
- 1962 : Quatrevingt-treize, de Alain Boudet
- 1962 : La caméra explore le temps: Un crime sous Louis-Philippe, de Stellio Lorenzi
- 1962 : Oncle Vania, dirección de Stellio Lorenzi
- 1964 : Le Héros et le Soldat, dirección de Marcel Cravenne
- 1964-1965 : Rocambole, de Jean-Pierre Decourt
- 1965 : Le Théâtre de la jeunesse: Sans-souci ou Le Chef-d'œuvre de Vaucanson, de Albert Husson, dirección de Jean-Pierre Decourt
- 1965 : Gaspard des Montagnes, de Jean-Pierre Decourt
- 1965 : Le train bleu s'arrête 13 fois, de Michel Drach, episodio Paris, signal d'alarme
- 1966 : La caméra explore le temps, de Jean-Pierre Decourt
- 1968 : Le Tribunal de l'impossible, de Michel Subiela, episodio Nostradamus
- 1970 : Au théâtre ce soir: Frédéric, de Robert Lamoureux, escenografía de Pierre Mondy, dirección de Pierre Sabbagh, Théâtre Marigny
- 1972 : Le Bunker, de Lazare Iglesis
- 1973 : Le Monde enchanté d'Isabelle
- 1974 : L'Accusée, de Pierre Goutas
- 1974 : Au théâtre ce soir: Giliane ou Comme un oiseau, de Ronald Millar y Nigel Balchin, escenografía de Grégoire Aslan, dirección de Georges Folgoas, Théâtre Marigny
- 1974 : Au théâtre ce soir: La Moitié du plaisir, de Steve Passeur, Jean Serge y Robert Chazal, escenografía de Francis Morane, dirección de Georges Folgoas, Théâtre Marigny
- 1975 : Les Rosenberg ne doivent pas mourir, de Stellio Lorenzi
- 1975 : Au théâtre ce soir: Quelqu'un derrière la porte, de Jacques Robert, escenografía de André Villiers, dirección de Pierre Sabbagh, Théâtre Édouard VII
- 1975 : Les Cinq Dernières Minutes, episodio La Mémoire longue, de Claude Loursais
- 1976 : Vaincre à Olympie, de Michel Subiela
- 1976 : Le Berger des abeilles, de Jean-Paul Le Chanois
- 1976 : Messieurs les jurés: L'Affaire Perissac, de André Michel
- 1977 : Au théâtre ce soir: Caterina, de Félicien Marceau, escenografía de René Clermont, dirección de Pierre Sabbagh, Théâtre Marigny
- 1978 : Émile Zola ou la Conscience humaine, de Stellio Lorenzi
- 1978 : Les Enquêtes du commissaire Maigret, episodio Maigret et les Témoins récalcitrants, de Denys de La Patellière
- 1979 : La Servante, de Lazare Iglesis
- 1996 : Génération vidéo, de Antoine Lorenzi

### Radio
- 1947 : La porte étroite
- 1955 : Bajo el bosque lácteo
- 1979 : Soleil
- 1986-88 : Fréquence Noire
- 2009 : Grand large sur plasma

## Actor de voz

### Largometrajes
A lo largo de su carrera, Topart dio voz en el cine a los siguientes actores: Freddie Jones, Arturo Dominici, Christopher Lee, Orson Welles, Eddie Byrne, William Windom, Del Negro, John Houseman, Chuck Mines, José Ferrer, James Coco, David Warner, Roberts Blossom, Max von Sydow, Alec Guinness, Josef Sommer, Michael Kroecher, F. Murray Abraham, John Harkins, Andre Gregory y Martin Landau.

### Cine de animación
- 1973 : El planeta salvaje
- 1978 : El Señor de los Anillos
- 1990 : Ducktales, the Movie: Treasure of the Lost Lamp

### Series televisivas
- 1975 : Voz de József Madaras en Michel Strogoff
- 1998 : Papyrus
- 1999 : Voz de John Clayton en Farscape, episodio 3 de la temporada 1

### Voz en off
- 1955 : Niedzielny poranek, de Andrzej Munk (documental)
- 1958 : Les Misérables, de Jean-Paul Le Chanois (cine)
- 1959 : Les Trois amis, de Robert Enrico (cortometraje)
- 1961 : Le Combat dans l'île, de Alain Cavalier
- 1962 : Ourane, de Jean-Claude Lubtchansky (corto)
- 1963 : La Contrebasse, de Maurice Fasquel (corto)
- 1963 : La Pensión, de Maurice Fasquel (corto)
- 1963 : Le Portefeuille, de Maurice Fasquel (corto)
- 1963 : Fenêtres, de Pierre-Serge Melik-Hovsepian (corto)
- 1963 : Le Bonhomme-têtard, de Paule Truffert (corto)
- 1965 : Belphégor ou le Fantôme du Louvre (serie TV)
- 1965 : Archéologues à Brauron, de Louis Soulanes (corto)
- 1965 : Le Dernier matin d'Alexandre Pouchkine, de Maurice Fasquel (corto)
- 1965 : Le Dernier matin de Guy de Maupassant, de Maurice Fasquel (corto)
- 1966 : L'Île d'Apollon, de Tony Saytor (corto)
- 1968 : Svezia, inferno e paradiso, de Luigi Scattini
- 1970 : Justine de Sade, de Claude Pierson
- 1971 : Napoléon Bonaparte et la Révolution, de Abel Gance
- 1972 : La Montagne magique, de George Godebert
- 1973 : Hitler: Los últimos diez días, de Ennio De Concini
- 1975 : El otro señor Klein, de Joseph Losey
- 1977 : Remi (serie TV)
- 1978 : Châteaux de la mer, de Jean-Pierre Crozier (documental)
- 1978 : Dialogue-communication, la distribution de la presse, de Alain Lombardi
- 1979 : Lady Oscar (serie TV)
- 1981 : Ulises 31 (serie TV)
- 1982 : Las misteriosas ciudades de oro (serie TV)
- 1982 : The Secret of NIMH (disco)
- 1984 : Le Mystérieux Voyage de Marie-Rose, de Jean-Jacques Debout y Chantal Goya
- 1999 : Conflit dans la nature (serie documental)
- 2002 : El planeta del tesoro, de Ron Clements y John Musker
- 2004 : Vie sauvage dans les roseaux, de François Royet y Jérôme Bouvier (documental)
- 2007 : Le Serpent, de Éric Barbier